# 迈克尔·史密斯 (哲学家)
迈克尔·安德鲁·史密斯（英文：Michael A. Smith，1954年7月23日—）是一位澳大利亚籍伦理学家，现任教于普林斯顿大学哲学系。他本科就读于莫纳什大学，后于牛津大学获得哲学博士学位。
史密斯著有《The Moral Problem》，为元伦理学领域中的经典。史密斯在该书中提倡“理想观察者论”（ideal observer theory）。2017年，史密斯受邀在牛津大学发表“约翰·洛克讲座”（John Locke Lectures），主张元伦理学构成论（constitutivism）。